# Alexandr z Lichtenštejna
Alexandr z Lichtenštejna (německy Alexander von und zu Liechtenstein, 14. května 1929, Vídeň - 16. března 2012, Rosegg, Korutany) byl kníže z rodu Lichtenštejnů, podnikatel a majitel zámku. Jeho syn Štěpán Karel z Lichtenštejna byl velvyslancem Lichtenštejnského knížectví ve Spolkové republice Německo.

## Život

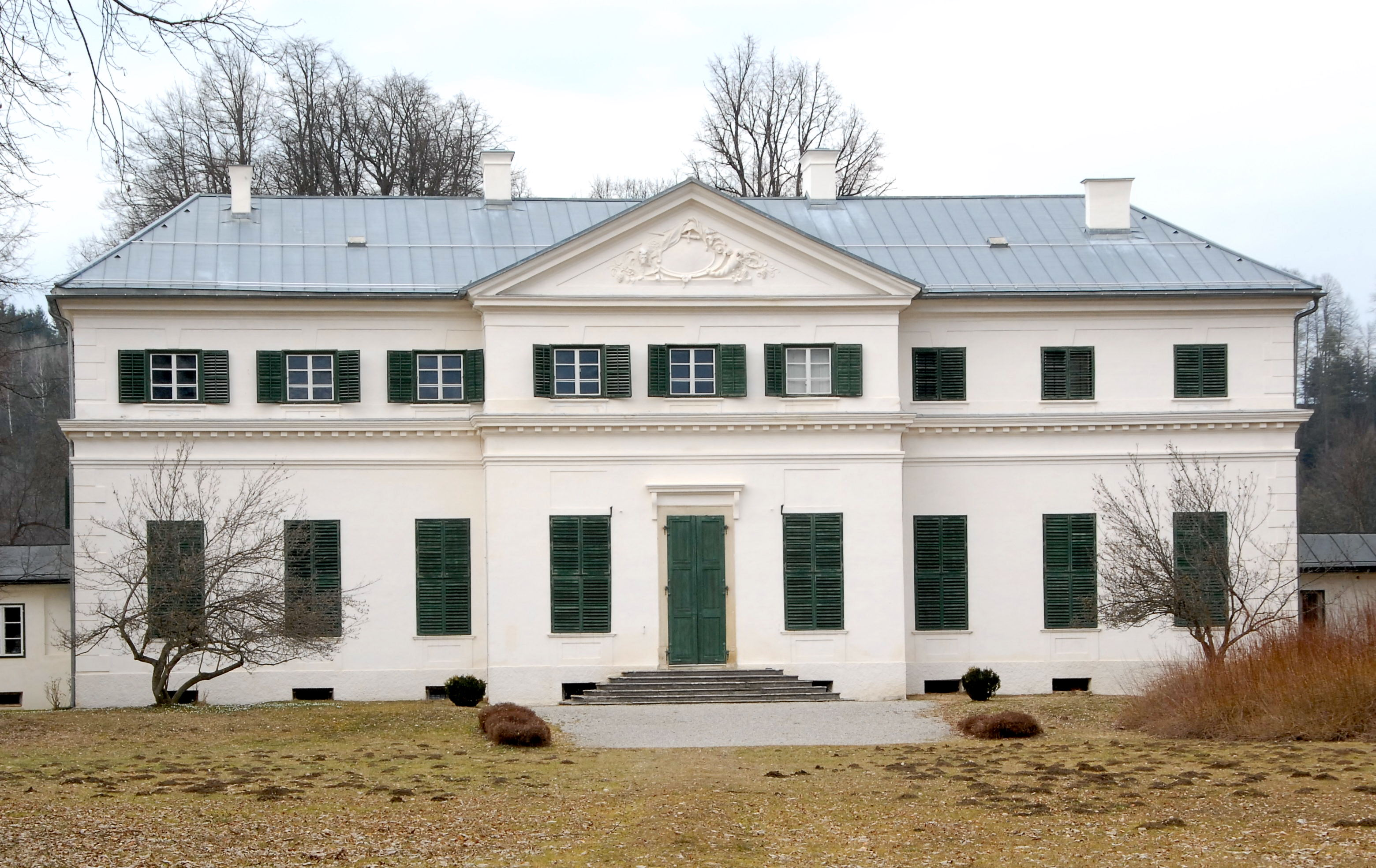
Zámeček Rosseg (slovinsky Rožek)

Narodil se jako Alexander Friedrich Manfred Maria z Lichtenštejna, nejstarší syn prince Alfréda z Lichtenštejna (1900-1972), potomka panujícího knížete Jana I. Josefa a jeho manželky, hraběnky Polyxeny z Collalto a San Salvatore (1905-1984). 
Alexandr z Lichtenštejna pracoval jako podnikatel v lesnictví a dřevařském průmyslu. Se svou rodinou se usadil na rodovém sídle na zámku Rosegg, který zrekonstruoval, renovoval a zpřístupnil návštěvníkům z řad veřejnosti.

### Manželství a rodina
V roce 1961 se v Bronnbachu oženil s Josephinou rozenou princeznou z Löwenstein-Wertheim-Rosenberg (nar. 1937), dcerou knížete Karla Bedřicha z Löwenstein-Wertheim-Rosenbergu.
Manželé mají tři syny. Kristián Alfréd a Štěpán Karel z Lichtenštejna, dvojčata, narozená v roce 1961. Christian je lékař ve Villachu, Stefan je velvyslancem Lichtenštejnského knížectví v Berlíně. Nejmladší syn Emanuel z Lichtenštejna (* 1964), převzal provoz hlavního zámku, jehož součástí je také přírodní rezervace a muzeum voskových figurín.
Alexandr z Lichtenštejna zemřel 24. března 2012 a byl pohřben na obecním hřbitově v Roseggu.